# Boraras maculatus
Boraras maculatus е вид лъчеперка от семейство Шаранови (Cyprinidae). Видът не е застрашен от изчезване.

## Разпространение
Разпространен е в Индонезия (Суматра), Малайзия (Западна Малайзия), Сингапур и Тайланд.

## Описание
На дължина достигат до 2,5 cm.